# Świstunka hajnańska
Świstunka hajnańska, świstunka hainańska (Seicercus hainanus) – gatunek małego ptaka z rodziny świstunek (Phylloscopidae), opisany po raz pierwszy w roku 1993. Endemiczny dla wyspy Hajnan (Chiny). Narażony na wyginięcie.

## Taksonomia
Gatunek po raz pierwszy opisany w roku 1993, opis ukazał się w czasopiśmie „Ibis”. Holotyp zebrano na południu wyspy Hajnan, 20 kwietnia 1962 roku. Nie jest wiadome, kto go zebrał. Znane są także cztery paratypy znajdujące się w kolekcji Academia Sinica (Tajwan); wszystkie zebrano w 1979.
Świstunka hajnańska jest blisko spokrewniona ze świstunką żółtowstęgą, różnią się one od siebie upierzeniem. Nie wyróżnia się podgatunków.

## Morfologia
Długość ciała około 11 cm. Długość skrzydła wynosi 56 mm, ogona 37 mm, dzioba 12,6 mm, zaś szerokość dzioba wynosi 2,6 mm. Brew jest jaskrawożółta, środkowy pasek ciemieniowy (sięgający aż po dziób) – jasnożółty, boczne paski ciemieniowe – jaskrawozielone. Wierzch ciała i pasek przechodzący przez oczy zielone, kuper jaśniejszy. Boki głowy, pierś, gardło, brzuch i pokrywy podogonowe żółte. Pokrywy podskrzydłowe żółte z domieszką bieli. Górna szczęka opisywana jako ciemna, żuchwa – całkowicie jasna.

## Zasięg występowania
Całkowity zasięg występowania obejmuje około 13 200 km² wewnątrz wyspy Hajnan, w terenie górskim. Znanych jest jedynie osiem siedlisk. Występuje w lasach na wysokości 640–1500 m n.p.m.

## Behawior
Pieśń wysoka, składa się z krótkich dźwięków, brzmiących jak tsitsisui-tsisui...titsu-titsui-titsui. Głos kontaktowy to równie wysokie pitsiu. W kwietniu 1992 obserwowano osobniki dorosłe z jednym młodym oraz znaleziono gniazdo z jednym niemal w pełni opierzonym pisklęciem. Gniazdo miało kształt kopuły z bocznym wejściem. Budulec stanowiły trawy i ich wiechy, liście oraz korzonki. Wyściółkę stanowił puch kielichowy, łyko paproci drzewiastych oraz jasnobrązowe i żółtawe piórka.

## Status, zagrożenia
Według IUCN świstunka hajnańska posiada status gatunku narażonego na wyginięcie (VU, Vulnerable). Liczebność szacowana jest na nie więcej niż 7000 dorosłych osobników. Jako że gatunek nie jest obecny w niektórych środowiskach należących do typu środowisk, które zasiedla, prawdopodobnie populacja maleje. Zagrożenie stanowi wycinka lasów.